# Brezova (Ivanjica)
Pour les articles homonymes, voir Brezova.
Brezova (en serbe cyrillique : Брезова) est un village de Serbie situé dans la municipalité d’Ivanjica, district de Moravica. Au recensement de 2011, il comptait 482 habitants.

## Géographie
Sur le territoire du village de Brezova se dresse le mont Mučanj, dont le plus haut pic, le Jerinin grad, culmine à 1 534 m. La zone de Brezova est couverte de forêts, notamment de hêtres. Une partie du village est située près de Katići ; l'autre est située entre les rivières Miladžinska et Brezovačka. Le village de Ravna Gora se trouve de l'autre côté du mont Mučanj, sur ses pentes méridionales.

## Histoire
Brezova est mentionnée pour la première fois à la fin du XIIIe siècle, dans une charte du roi Stefan Milutin. L'église Saint-Nicolas, encore appelée l'« église blanche » (Бела Црква), a été construite grâce à une donation du despote serbe Stefan Lazarević.

## Démographie
| 1948 | 1953 | 1961 | 1971 | 1981 | 1991 | 2002 | 2011 |
| ---- | ---- | ---- | ---- | ---- | ---- | ---- | ---- |
| 980  | 900  | 891  | 853  | 592  | 624  | 551  | 482  |

|  |